# Suket (ort i Indien)
Suket är en ort i Indien.   Den ligger i distriktet Kota och delstaten Rajasthan, i den centrala delen av landet, 500 km söder om huvudstaden New Delhi. Suket ligger 329 meter över havet och antalet invånare är 19 851.
Terrängen runt Suket är platt. Runt Suket är det ganska tätbefolkat, med 239 invånare per kvadratkilometer. Närmaste större samhälle är Jhālāwār, 13,6 km öster om Suket. Trakten runt Suket består till största delen av jordbruksmark.